# Sämstad
För andra betydelser, se Säm.
Sämstad är en ort cirka en mil från Brastad, i Lysekils kommun. Några kilometer väster om Sämstad finns en grupp bondgårdar som går under namnet Säm.  Sämstad ligger vid Gullmarn närmare bestämt vid Färlevfjorden.
Det största företaget i Sämstad tillverkar diamantverktyg för byggindustrin.
I Sämstad kan man bland annat spela tennis på Sämstads tennisbana, bada i Barkedal, ta en skogspromenad i Fröjdendal, fiska i Gullmarn eller spela golf. 